# Jan Egeland

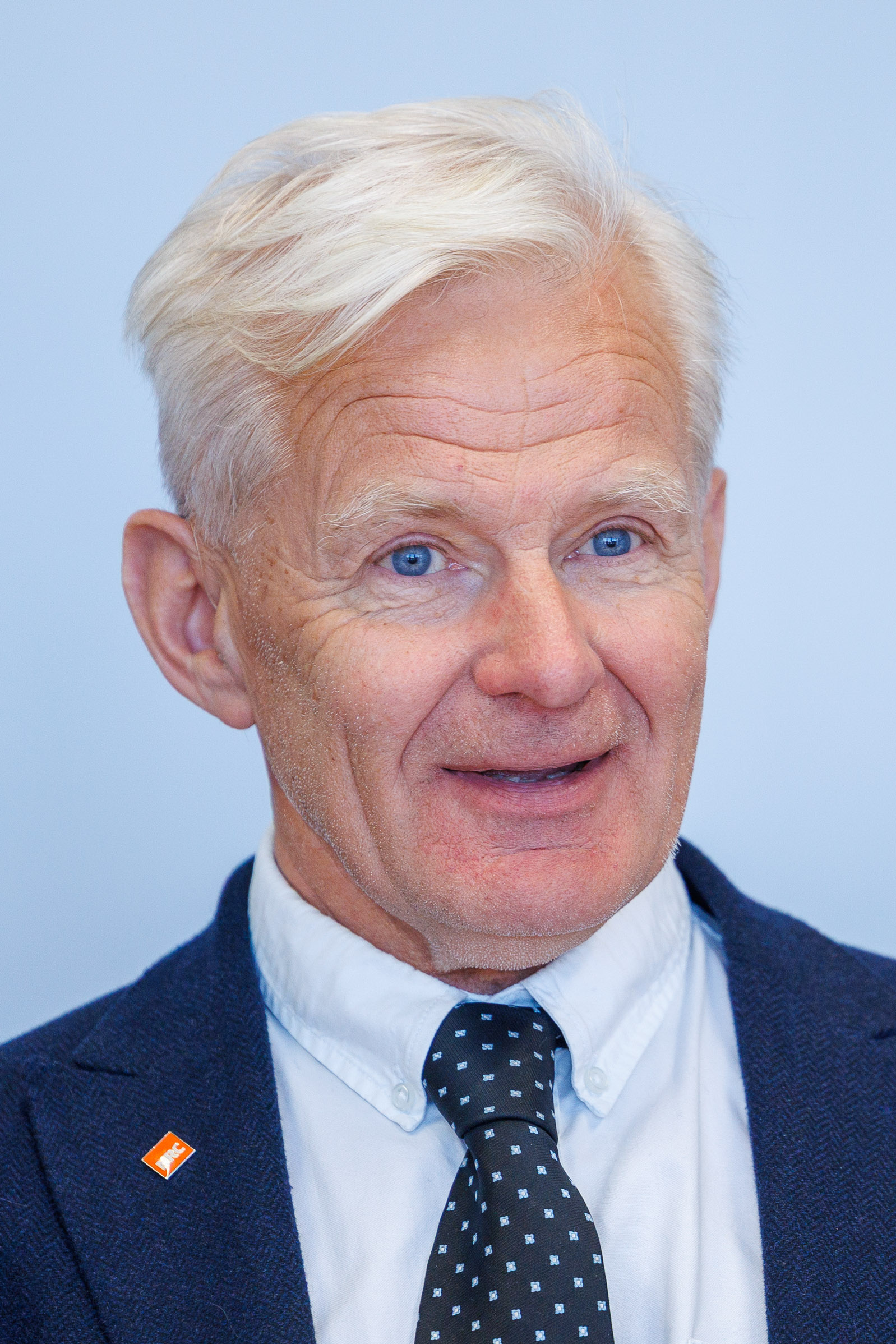
Jan Egeland

Jan Egeland (Stavanger, 12 september 1957) is een Noorse journalist, politicus en diplomaat.

## Carrière
Egeland werkte als journalist onder meer voor de Noorse omroep en reisde als verslaggever naar rampgebieden. Ook vervulde hij functies bij het Noorse Rode Kruis en de Noorse afdeling van Amnesty International.
Van 1990 tot 1997 was hij onderminister van Buitenlandse Zaken in de sociaaldemocratische regering van Gro Harlem Brundtland. Hij vervulde een rol in het bijeenbrengen van prominente Israëli's en Palestijnen in Noorwegen waar de Oslo-akkoorden uit 1993 het resultaat van waren. Daarna bemiddelde hij tussen de regering van Guatemala en de linkse guerrilla, en bracht in 1996 een vredesakkoord tot stand. In 1997 was hij gastheer van een internationale conferentie over het uitbannen van landmijnen.
Van juni 2003 tot 2006 was Egeland ondersecretaris-generaal van de Verenigde Naties. Zijn taak was die van VN-noodhulpcoördinator. Hij coördineerde de noodhulp in vele oorlogs- en rampgebieden, zoals Zuidoost-Azië na de tsunami van Kerstmis 2004, Congo, Darfur en Zuid-Libanon, waar de strijd tussen Hezbollah en het Israëlisch leger aan de gang is (de Israëlisch-Libanese crisis van 2006).
Van 2007 tot 2011 was hij directeur van het Norsk Utenrikspolitisk Institutt (NUPI), het Noors Instituut voor Buitenlandse Zaken dat onderzoek doet met betrekking tot buitenlands beleid en economische relaties.
Van 2011 tot 2013 was hij directeur van Human Rights Watch Europa en een van de adjunct-directeuren van de internationale organisatie.
Op 12 augustus 2013 werd Jan Egeland secretaris-generaal van Stiftelsen Flyktninghjelpen (Engels: Norwegian Refugee Council), de grootste humanitaire, niet-gouvernementele organisatie van Noorwegen. Deze organisatie houdt zich bezig met vluchtelingen in de ruimste zin van het woord: zowel hen die om wat voor reden dan ook hun huis moeten verlaten, als hen die hun land moeten verlaten.

## Onderscheidingen
In 2008 ontving hij de Four Freedoms Award voor vrijwaring van gebrek.

## Ylvis muziekvideo
In 2012 maakte de Noorse groep Ylvis een muziekvideo over Jan Egeland, waarin ze hem "United Nations Superhero Man" (superheld van de Verenigde Naties) en "a peacekeeping machine" (een vredeshandhavingsmachine) noemen. Het nummer is bedoeld als eerbetoon aan Egeland, omdat hij niet zoveel aandacht van de media krijgt als bijvoorbeeld Jens Stoltenberg. In december 2014 was deze video al meer dan 11 miljoen keer bekeken.
- Bibsys: 90074832
- Gemeinsame Normdatei: 119433783X
- International Standard Name Identifier: 0000 0000 8450 1988
- Library of Congress Control Number: n84235784
- Nationale Bibliotheek van Israël: 987007301722605171
- Nederlandse Thesaurus van Auteursnamen: 074110942
- Système universitaire de documentation: 057097445
- Virtual International Authority File: 45717604
- WorldCat: E39PBJwmQMXdTMqXdBmRJFgR8C